# Chassin (St. Lucia)
Chassin ist ein Ort im Quarter (Distrikt) Castries im Nordosten des Inselstaates St. Lucia in der Karibik.

## Geographie
Der Ort liegt im Tal des Marquis River am Oberlauf am Ende einer Straße von Fond Assau (W).
Der Ort erhielt erst 2000 eine Wasserleitung. Eine Pendelbahn für Touristen wurde 2006 in den Regenwald gebaut.

## Klima
Nach dem Köppen-Geiger-System zeichnet sich Chassin durch ein tropisches Klima mit der Kurzbezeichnung Af aus.